# Harris-Halbinsel
Die Harris-Halbinsel ist eine breite und schneebedeckte Halbinsel an der Nordküste der zur westantarktischen Alexander-I.-Insel gehörenden Beethoven-Halbinsel. Sie liegt zwischen dem westlich gelegenen Verdi Inlet sowie dem Brahms Inlet im Osten. Der 590 m hohe Mount Lee ragt im Zentrum der Halbinsel auf.
Luftaufnahmen der US-amerikanischen Ronne Antarctic Research Expedition (1947–1948) dienten 1960 dem britischen Geographen Derek Searle vom Falkland Islands Dependencies Survey einer Kartierung. Das Advisory Committee on Antarctic Names benannte sie nach Michael J. Harris von der United States Navy, kommandierender Offizier der Flugstaffel VX-6 von Mai 1982 bis Mai 1983.